# Marin Rozić
Pour les articles homonymes, voir Rožić.
Marin Rozić, né le 14 février 1983 à Mostar, dans la république socialiste de Bosnie-Herzégovine, est un joueur croate de basket-ball, évoluant au poste d'ailier.